# Ньяунлебин
Ньяунлеби́н (бирм. ညောင်လေးပင်) — город на юге Мьянмы, на территории административного округа Пегу. Входит в состав района Баго.

## Географическое положение
Город находится в южной части провинции, к западу от реки Ситаун, на расстоянии приблизительно 205 километров к юго-юго-востоку (SSE) от столицы страны Нейпьидо. Абсолютная высота — 63 метра над уровнем моря.

## Население
По данным официальной переписи 1983 года численность населения составляла 55 194 человек.
Динамика численности населения города по годам:
| 1983   | 2013   |
| ------ | ------ |
| 55 194 | 85 772 |

## Транспорт
Ближайший аэропорт расположен в городе Мандалай.